# Livre de Guernesey
La livre guernesiaise est, avec la livre sterling, l'unité monétaire principale du bailliage de Guernesey depuis 1921.
Jusqu'au début du XIXe siècle, Guernesey utilisa principalement la monnaie française. La monnaie française avait cours légal jusqu'en 1834, avec des francs français utilisés jusqu'en 1921. 

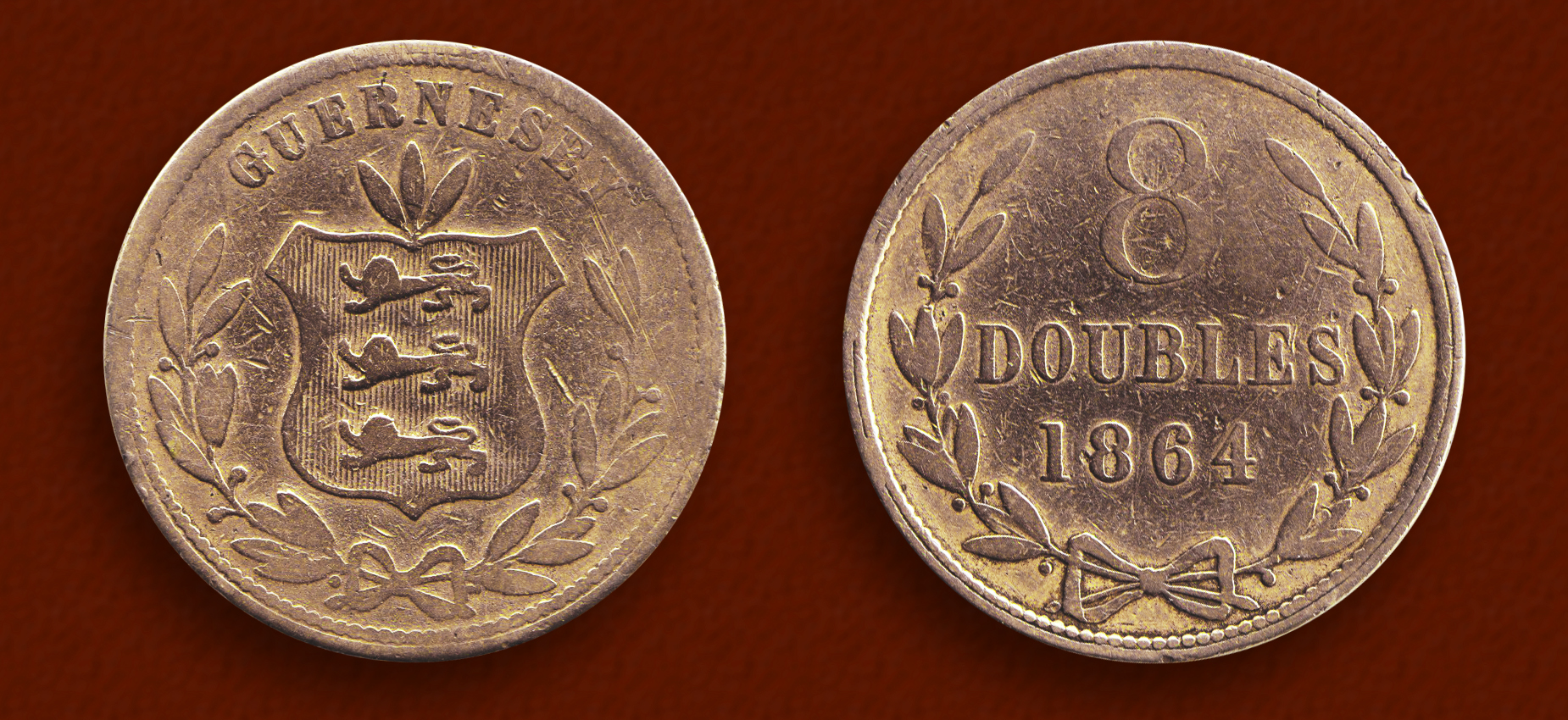

En 1830, Guernesey a débuté la production de pièces de monnaie en cuivre libellés en "double". Le "double" valait 1/80 d'un franc français. Le nom de «double» dérive du français "double denier". Bien que la valeur de la monnaie fut égale au Liard (3 deniers) qui circule encore. Des pièces de monnaie ont été émises en valeurs de 1, 2, 4 et 8 doubles. La pièce de monnaie de 8 doubles était un "centime de Guernesey", avec douze centimes on avait un "shilling de Guernesey" (d'une valeur de 1,2 franc). Toutefois, ce shilling n'était pas égal au shilling britannique (d'une valeur de 1,26 franc, le taux de change selon les normes respectives d'or était 25,22 francs sterling = 1 livre). 
Des billets ont également été produites par l'État de Guernesey à partir de 1827, libellée en livres. En 1848, une ordonnance a été adoptée pour fixer une valeur de parité à la monnaie de Guernesey qui devrait être légal à une valeur de £ 1 1s 3d (2040 doubles). Cela a été annulé deux ans plus tard, et la monnaie française continua à circuler. 
En 1870, les pièces britanniques ont été déclarées monnaie ayant cours légal, avec la circulation des shillings britanniques à 12 ½ pence de Guernesey. La Banque d'Angleterre est devenu légal en 1873. 
En 1914, des nouveaux billets sont apparus, dont certains avec les dénominations en shillings de Guernesey et en francs.
Après la Première Guerre mondiale, la valeur du franc a commencé à baisser par rapport à la livre sterling. L'État de Guernesey fut conduit à adopter une livre de Guernesey égale à la livre sterling en 1921.